# Super Gangster (Extraordinary Gentleman)
Super Gangster (Extraordinary Gentleman) – trzeci solowy album amerykańskiego rapera Stylesa P. Wydany przez Koch Records oraz D-Block Records 4 grudnia 2007. W Internecie dostępy był już 28 listopada.
Pierwszy singel to "Blow Ya Mind" ze Swizz Beatzem. "Gangster, Gangster" został wydany w lutym 2008 roku.
Album zadebiutował na #51 miejscu listy Billboard 200, sprzedając się w nakładzie około 25,000 kopii w pierwszym tygodniu od wydania.

## Lista utworów
| #  | Tytuł                                 | Producent(ci)             | Gościnnie              | Czas |
| -- | ------------------------------------- | ------------------------- | ---------------------- | ---- |
| 1  | "Intro"                               |                           |                        | 0:41 |
| 2  | "Blow Ya Mind"                        | Swizz Beatz               | Swizz Beatz            | 3:34 |
| 3  | "Let’s Go"                            | Hi-Tek                    | Ray J                  | 4:16 |
| 4  | "Alone In The Street"                 | Vinny Idol                |                        | 3:42 |
| 5  | "In It To Win It"                     | Cafe Society & Mr. Devine | Bully                  | 4:29 |
| 6  | "All I Know Is Pain"                  | The Alchemist             | The Alchemist          | 3:44 |
| 7  | "Got My Eyes On You"                  | Akon                      | Akon                   | 3:52 |
| 8  | "Green Piece of Paper"                | The Alchemist             |                        | 3:38 |
| 9  | "Holiday"                             | Green Lantern             | Max B                  | 2:59 |
| 10 | "Look At Her"                         | Poobs                     |                        | 2:47 |
| 11 | "Da 80's"                             | Kid Capri                 |                        | 2:38 |
| 12 | "Interlude 1"                         |                           |                        | 1:05 |
| 13 | "Shoot Niggas                         | Dame Grease               | Raw Buck               | 3:44 |
| 14 | "Super Gangster"                      | Vinny Idol                |                        | 2:52 |
| 15 | "Star Of The State"                   | Vinny Idol                | Ghostface Killah       | 3:28 |
| 16 | "U Ain’t Ready 4 Me"                  | Dame Grease               | Beanie Sigel           | 3:00 |
| 17 | "Interlude 2"                         |                           |                        | 0:37 |
| 18 | "Gangster, Gangster"                  | Pete Rock                 | Jadakiss & Sheek Louch | 4:03 |
| 19 | "Cause I’m Black"                     | Poobs                     | Black Thought          | 3:06 |
| 20 | "Hot Shotgun" (iTunes Bonus Track)    |                           | Univited Guests        | 4:08 |
| 21 | "5 Star General" (iTunes Bonus Track) | Vinny Idol                |                        | 4:08 |
| 22 | "The Hardest" (iTunes Bonus Track)    | Large Professor           | AZ                     | 3:43 |